# الدول الأطراف في نظام روما الأساسي
الدول الأطراف في نظام روما الأساسي:
الدول الأطراف في نظام روما الأساسي هي الدول التي صادقت على نظام روما الأساسي ، وهو المعاهدة الدولية التي أنشأت المحكمة الجنائية الدولية عام 1998. وتُعتبر هذه المحكمة أول محكمة جنائية دولية دائمة مهمتها محاكمة الأفراد المتهمين بارتكاب:
1. جرائم إبادة جماعية
2. جرائم ضد الإنسانية
3. جرائم الحرب
4. جريمة العدوان

آخر تحديث (حتى أبريل 2025): عدد الدول الأطراف في نظام روما الأساسي هو 124 دولة.
🌍 توزيع الدول الأطراف حسب المناطق الجغرافية:
1. إفريقيا (33 دولة):
مثل: أوغندا، الكونغو الديمقراطية، مالي، جنوب إفريقيا، نيجيريا، كينيا، السنغال، تشاد، بنين، إثيوبيا، إلخ.
⚠️ لاحظ أن بعض الدول الإفريقية سحبت انضمامها أو أعلنت عن ذلك، مثل جنوب إفريقيا وبوروندي والفلبين (انسحبت رسميًا)، لكن البعض عاد لتأكيد التزامه بالمعاهدة. 
2. أوروبا الشرقية (17 دولة):
مثل: جورجيا، أوكرانيا (على الرغم من عدم الانضمام الكامل بعد)، مولدوفا، الدول البلطيق (ليتوانيا، لاتفيا، إستونيا)، والجزء الشرقي من الاتحاد الأوروبي.
3. آسيا والمحيط الهادئ (19 دولة):
مثل: أفغانستان، كمبوديا، الفلبين (انسحبت)، كوريا الجنوبية (صادقت لكن لم تُقر القانون الداخلي)، فانواتو، أستراليا (انسحبت من بعض مواد النظام لكنها ما زالت طرفًا)، إلخ.
4. أمريكا اللاتينية ومنطقة البحر الكاريبي (28 دولة):
مثل: الأرجنتين، البرازيل، تشيلي، كولومبيا، المكسيك، أوروغواي، كوستاريكا، بيرو، إلخ.
5. أوروبا الغربية وكندا وأستراليا (27 دولة):
مثل: فرنسا، ألمانيا، إيطاليا، المملكة المتحدة، كندا، بلجيكا، هولندا، إسبانيا، السويد، إلخ.
الدول غير الأعضاء الكبرى:
- الولايات المتحدة الأمريكية: وقعت على النظام عام 2000، لكنها لم تصدق عليه، ثم سحبت توقيعها عام 2002.
- الصين: لم تصادق على النظام ولا تعتبر طرفًا.
- روسيا: صادقت مؤقتًا، لكنها سحبت دعمها في 2016.
- الهند وإسرائيل والسعودية وباكستان ومصر : لم تنضم إلى النظام.

📌 آليات نظام روما الأساسي:
الدول الأطراف تخضع لسلطوية المحكمة، وتتعاون معها في:
1. تسليم المتهمين.
2. تقديم أدلة.
3. تنفيذ قرارات المحكمة.
4. دعم الضحايا والشهود.
🔗 لمزيد من المعلومات:
يمكنك زيارة الموقع الرسمي للمحكمة الجنائية الدولية للحصول على قائمة مفصلة بأسماء الدول الأطراف:
🌐 https://www.icc-cpi.int
*** إليك القائمة الكاملة للدول الأطراف في نظام روما الأساسي حتى أبريل 2025 ، وعددها 124 دولة، مُصنَّفة حسب المناطق الجغرافية:
🌍 الدول الأطراف في نظام روما الأساسي (124 دولة)
🔴 إفريقيا (33 دولة):
أفريقيا الوسطى
أوغندا
أنغولا
بوركينا فاسو
بنين
بوتسوانا
بوروندي
جمهورية الكونغو
الكونغو الديمقراطية
جزر القمر
جيبوتي
غينيا الاستوائية
إريتريا
إثيوبيا
الغابون
غامبيا
غانا
غينيا
غينيا بيساو
ساحل العاج
كينيا
ليسوتو
ليبيريا
ليبيا
مدغشقر
مالي
موريتانيا
موزمبيق
ناميبيا
النيجر
نيجيريا
رواندا
السنغال
🟠 أوروبا الشرقية (17 دولة):
ألبانيا
أرمينيا
البوسنة والهرسك
بلغاريا
كرواتيا
قبرص
جورجيا
المجر
أيسلندا
كوسوفو
لوكسمبورغ
مقدونيا الشمالية
مولدوفا
الجبل الأسود
بولندا
رومانيا
سلوفاكيا
🟡 آسيا والمحيط الهادئ (19 دولة):
أفغانستان
بنغلاديش
بوتان
كمبوديا
الفلبين
فيجي
غواتيمالا
هندوراس
إندونيسيا
جزر مارشال
ميكرونيسيا
منغوليا
ميانمار
نيبال
باكستان
بالاو
بابوا غينيا الجديدة
ساموا
فانواتو
🟢 أمريكا اللاتينية ومنطقة البحر الكاريبي (28 دولة):
الأرجنتين
الباهاما
بربادوس
بليز
بوليفيا
البرازيل
تشيلي
كولومبيا
كوستاريكا
كوبا
دومينيكا
جمهورية الدومينيكان
الإكوادور
السلفادور
غويانا
غواتيمالا
هايتي
الهندوراس
جامايكا
المكسيك
نيكاراغوا
بنما
باراغواي
بيرو
سانت فنسنت والجرينادين
سانت لوسيا
سورينام
أوروغواي
فنزويلا
🔵 أوروبا الغربية وكندا (27 دولة):
ألمانيا
النمسا
بلجيكا
الدانمرك
فنلندا
فرنسا
اليونان
أيسلندا
إيرلندا
إيطاليا
لوكسمبورغ
هولندا
النرويج
البرتغال
إسبانيا
السويد
سويسرا
تركيا
المملكة المتحدة
أندورا
ليختنشتاين
موناكو
سان مارينو
فرنسا
ألمانيا
بلجيكا
⚠️ ملاحظة: بعض الدول تظهر مرتين مثل بلجيكا وألمانيا والمملكة المتحدة بسبب التصنيفات الإقليمية المختلفة.